# Olho-d'Água do Borges
Olho-d'Água do Borges é um município brasileiro do estado do Rio Grande do Norte. É a terra natal do cantor Dorgival Dantas.

## Geografia
De acordo com a divisão do Instituto Brasileiro de Geografia e Estatística (IBGE) vigente desde 2017, Olho-d'Água do Borges pertence à região geográfica imediata de Pau dos Ferros, dentro da região geográfica intermediária de Mossoró. Até então, com a vigência das divisões em microrregiões e mesorregiões, o município fazia parte da microrregião de Umarizal, que por sua vez estava incluída na mesorregião do Oeste Potiguar.
Olho-d'Água do Borges dista 328 quilômetros (km) de Natal, capital estadual, e 2 181 km de Brasília, capital federal. Ocupa uma área de 141,17 quilômetros quadrados (km²), sendo apenas 0,642 km² de área urbana (2015), e se limita com os municípios de Apodi e Caraúbas a norte; Rafael Godeiro a sul; Patu a leste e Umarizal a oeste. O relevo é constituído pela Depressão Sertaneja, que abrange terrenos baixos de transição entre a Chapada do Apodi e o Planalto da Borborema. O município está inserido na bacia hidrográfica do Rio Apodi-Mossoró e é cortado pelo rio Umari e pelos riachos do Cunha e Olho d’Água. O maior reservatório é o Açude do Brejo, com capacidade para 6 450 554 metros cúbicos (m³).
O solo predominante é o regossolo (chamado, na nova classificação brasileira de solos, de neossolo), que apresenta textura formada por areia, é bem drenado e apresenta nível de fertilidade entre médio e alto, porém é rochoso e pouco desenvolvido, com profundidade rasa. Por esse motivo, é coberto por uma vegetação de pequeno porte, a caatinga hiperxerófila, típica do sertão, sem folhas na estação seca. Entre as espécies mais encontradas estão o facheiro (Pilosocereus pachycladus), o faveleiro (Cnidoscolus quercifolius), a jurema-preta (Mimosa hostilis benth), o marmeleiro (Cydonia oblonga), o mufumbo (Combretum leprosum) e o xique-xique (Pilosocereus polygonus).
O clima é semiárido (do tipo Bsh na classificação climática de Köppen-Geiger), com chuvas concentradas em poucos meses. Segundo dados da Empresa de Pesquisa Agropecuária do Rio Grande do Norte (EMPARN), desde julho de 1962 o maior acumulado de chuva em 24 horas registrado na cidade atingiu 176 milímetros (mm) em 9 de abril de 2008. Abril de 1974, com 523,8 mm, detém o recorde de mês mais chuvoso da série histórica, enquanto o maior acumulado anual foi registrado em 1985, com 1 897,6 mm. Desde novembro de 2019, quando entrou em operação uma estação meteorológica automática da EMPARN na cidade, a menor temperatura foi de 19,6 °C em 21 de julho de 2020 e a maior alcançou 39,8 °C em 12 de dezembro de 2019.
| Dados climatológicos para Olho-d'Água do Borges                                                 | Dados climatológicos para Olho-d'Água do Borges | Dados climatológicos para Olho-d'Água do Borges | Dados climatológicos para Olho-d'Água do Borges | Dados climatológicos para Olho-d'Água do Borges | Dados climatológicos para Olho-d'Água do Borges | Dados climatológicos para Olho-d'Água do Borges | Dados climatológicos para Olho-d'Água do Borges | Dados climatológicos para Olho-d'Água do Borges | Dados climatológicos para Olho-d'Água do Borges | Dados climatológicos para Olho-d'Água do Borges | Dados climatológicos para Olho-d'Água do Borges | Dados climatológicos para Olho-d'Água do Borges | Dados climatológicos para Olho-d'Água do Borges |
| Mês                                                                                             | Jan                                             | Fev                                             | Mar                                             | Abr                                             | Mai                                             | Jun                                             | Jul                                             | Ago                                             | Set                                             | Out                                             | Nov                                             | Dez                                             | Ano                                             |
| ----------------------------------------------------------------------------------------------- | ----------------------------------------------- | ----------------------------------------------- | ----------------------------------------------- | ----------------------------------------------- | ----------------------------------------------- | ----------------------------------------------- | ----------------------------------------------- | ----------------------------------------------- | ----------------------------------------------- | ----------------------------------------------- | ----------------------------------------------- | ----------------------------------------------- | ----------------------------------------------- |
| Temperatura máxima recorde (°C)                                                                 | 39,4                                            | 39,7                                            | 37,5                                            | 35,6                                            | 34,6                                            | 35,9                                            | 38,4                                            | 37,9                                            | 38,2                                            | 39,3                                            | 38,9                                            | 39,8                                            | 39,8                                            |
| Temperatura mínima recorde (°C)                                                                 | 20,5                                            | 21,1                                            | 21,5                                            | 21,2                                            | 21,7                                            | 20,3                                            | 19,6                                            | 20,1                                            | 21,7                                            | 20,7                                            | 22,5                                            | 22,6                                            | 19,6                                            |
| Precipitação (mm)                                                                               | 80,8                                            | 111,2                                           | 176,2                                           | 195,3                                           | 93                                              | 39,3                                            | 26,8                                            | 7,5                                             | 3,4                                             | 4,1                                             | 4,2                                             | 20,4                                            | 762,2                                           |
| Fonte: EMPARN (recordes de temperatura: 26/11/2019-presente; médias de precipitação: 1962-2020) |                                                 |                                                 |                                                 |                                                 |                                                 |                                                 |                                                 |                                                 |                                                 |                                                 |                                                 |                                                 |                                                 |

## Política
De acordo com a lei orgânica de Olho-d'Água do Borges, promulgada em 1990 e revisada em 2018, a administração municipal se dá através de dois poderes: o executivo, exercido pelo prefeito e secretários municipais, e o legislativo, representado pela câmara municipal, constituída por nove vereadores. Cabe à casa elaborar e votar leis fundamentais à administração e ao executivo, especialmente o orçamento municipal (conhecido como Lei de Diretrizes Orçamentárias).
Existem também alguns conselhos municipais atualmente em atividade: alimentação escolar, assistência social, direitos da criança e do adolescente, direitos da mulher, direitos do idoso, educação, FUNDEB, meio ambiente, saúde e tutelar. O município é termo judiciário da comarca de Umarizal, de primeira entrância. Olho-d'Água do Borges pertence à 39ª zona eleitoral do Rio Grande do Norte e possuía, em dezembro de 2018, 4 071 eleitores, de acordo com o Tribunal Superior Eleitoral (TSE), o que representa 0,17% do eleitorado potiguar.

## Infraestrutura

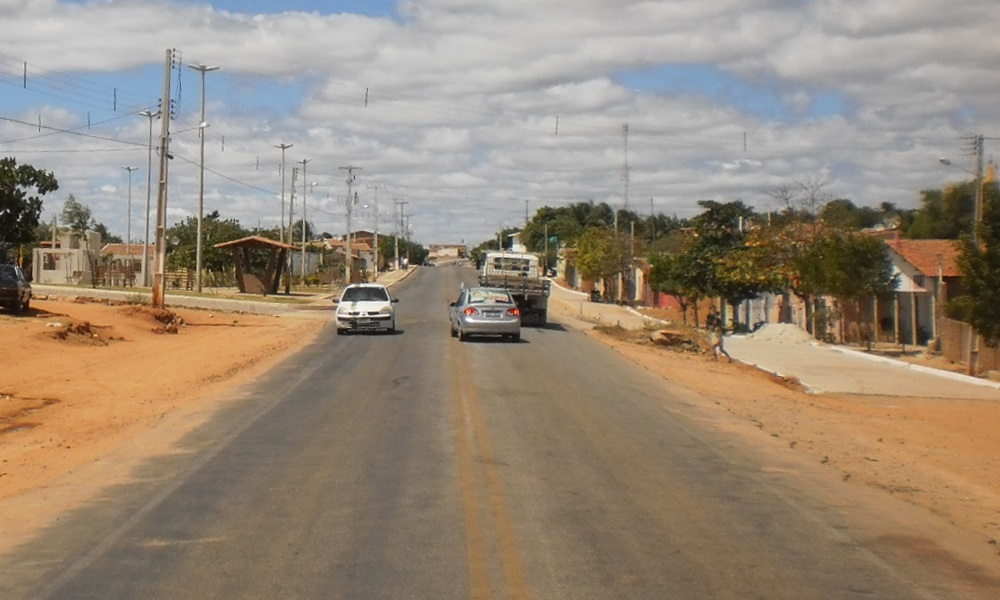
Trecho da RN-117 na zona urbana (2012)

O serviço de abastecimento de água do município é feito pela Companhia de Águas e Esgotos do Rio Grande do Norte (CAERN). A empresa responsável pelo fornecimento de energia elétrica é a Companhia Energética do Rio Grande do Norte (COSERN). A voltagem da rede é de 220 volts.
O código de área (DDD) é 084 e o Código de Endereçamento Postal (CEP) varia na faixa de 59730-000 a 59739-999. Em 2010, o município possuía 70,73% de seus domicílios com água canalizada, 98,13% com eletricidade e 74,05% com coleta de lixo. Ao mesmo tempo, 71,16% tinham somente telefone celular, 5,71% celular e fixo, 0,73% apenas telefone fixo e 22,4% não possuíam nenhum.
A frota municipal em 2018 era de 515 motocicletas, 348 automóveis, 84 motonetas, 76 caminhonetes, 29 caminhões, dez camionetas, nove reboques, quatro micro-ônibus, dois utilitários, dois ciclomotores e um ônibus, totalizando 1 081 veículos. Pelo município passam duas rodovias, ambas estaduais: a RN-078, que liga a cidade a Patu e a RN-117, que liga Olho-d'Água do Borges a Caraúbas e Umarizal.

### Saúde
Conforme a prefeitura, a cidade possui duas unidades de saúde, uma básica em turno integral e outra mista funcionando 24 horas/dia. Em 2010, a expectativa de vida ao nascer do município era de 68,14 anos, com um índice de longevidade de 0,719. A taxa de fecundidade era de 2,3 filhos por mulher e a taxa de mortalidade infantil (até um ano de idade) de 32,6 por mil nascidos vivos. Em abril do mesmo ano a rede profissional de saúde do município era constituída por  dezessete auxiliares de enfermagem, cinco médicos, quatro enfermeiros, dois cirurgiões dentistas, dois assistentes sociais, um fisioterapeuta e um farmacêutico, totalizando 32 profissionais.
Segundo dados do Ministério da Saúde, de 1990 a 2016 o município registrou quatro casos de AIDS, todos do sexo feminino, e, entre 2001 e 2016, foram notificados 541 casos de dengue e um de leishmaniose. Em 2017, o percentual de crianças nascidas de mães com idade entre dez e dezenove era de 22,2% e a taxa de mortalidade infantil até os cinco anos de 27,78 por mil nascidos vivos. O município pertence à VI Unidade Regional de Saúde Pública do Rio Grande do Norte (URSAP-RN), sediada na cidade de Pau dos Ferros.

### Educação
| 2005 | 1,6 | 1,9 |
| 2007 | 2,4 | 2,8 |
| 2009 | 3,7 | 3,3 |
| 2011 | 3,6 | 3,6 |
| 2013 | 3,4 | 3,3 |
| 2015 | 4,5 | -   |
| 2017 | 4,4 | -   |

O fator "educação" do IDH no município atingiu em 2010 a marca de 0,482, ao passo que a taxa de alfabetização da população acima dos dez anos indicada pelo último censo demográfico do mesmo ano foi de 67,3% (75,1% para as mulheres e 59,8% para os homens). As taxas de conclusão dos ensinos fundamental (15 a 17 anos) e médio (18 a 24 anos) eram de 44,75% e 31,25%, respectivamente.
Ainda em 2010, Olho-d'Água do Borges possuía uma expectativa de anos de estudos de 9,77 anos, valor acima da média estadual (9,14 anos). O percentual de crianças de cinco a seis anos na escola era de 100% e de onze a treze anos cursando o fundamental de 79,03%. Entre os jovens, a proporção na faixa de quinze a dezessete anos com fundamental completo era de 44,98% e de 18 a 20 anos com ensino médio completo de apenas 24,1%. Considerando-se apenas a população com idade maior ou igual a 25 anos, 40,64% tinham ensino fundamental incompleto e eram analfabetos, 34,82% fundamental completo e alfabetizados, 13,32% médio completo e superior incompleto, 7,29% fundamental completo e médio incompleto e 3,93% superior completo.
Em 2018 o município possuía uma rede de seis escolas de ensino fundamental, cinco do pré-escolar e apenas uma de ensino médio, sendo todas da rede pública de ensino, com um total de 787 matrículas. Em 2018, a distorção idade-série entre alunos do ensino fundamental, ou seja, com idade superior à recomendada, era de 14,7% para os anos iniciais e 48,9% nos anos finais, sendo essa defasagem no ensino médio de 21,7%.